# Mario Vázquez Raña
Pour les articles homonymes, voir Vázquez et Raña.
Mario Vazquez-Rana, né le 7 juin 1932 à Mexico et mort le 7 ou le 8 février 2015 dans la même ville, est un homme d'affaires mexicain spécialiste du sport et des médias.

## Biographie
Mario Vazquez-Rana dirige les fédérations de tir mexicaines puis américaines, avant de racheter en 1986 l'agence de presse américaine United Press International, dont il devient président et qu'il revend en 1988. Il est président du Comité olympique mexicain de 1975 à 2001 et, à partir de 2009, membre du bureau exécutif du Comité international olympique (CIO), président à la fois de la PASO (1975-2015) et de l'ACNO (1979-2012).
Le 5 avril 2008, Vazquez Rana eut les honneurs de la presse sur sa déclaration évoquant le Tibet « comme un problème chinois » et que ce n'était donc pas un problème pour les Jeux olympiques.
Il est le frère d'Olegario Vázquez Raña.